# Сан-Вито-Кадоре
Сан-Вито-Кадоре (итал. San Vito di Cadore) — коммуна в Италии, располагается в провинции Беллуно области Венеция.
Население составляет 1718 человек, плотность населения составляет 28 чел./км². Занимает площадь 61 км². Почтовый индекс — 32046. Телефонный код — 0436.
Покровителем коммуны почитается святой Вит. Праздник ежегодно празднуется 15 июня.

## Города-побратимы
- Альфонсине, Италия (1988)